# Carmzow-Wallmow
Carmzow-Wallmow är en kommun i Landkreis Uckermark i förbundslandet Brandenburg i Tyskland. 
Kommunen bildades den 31 december 2001 genom en sammanslagning av de tidigare kommunerna Carmzow och Wallmow.
Kommunen ingår i kommunalförbundet Amt Brüssow (Uckermark) tillsammans med kommunerna Brüssow, Göritz, Schenkenberg och Schönfeld.